# Living Theatre

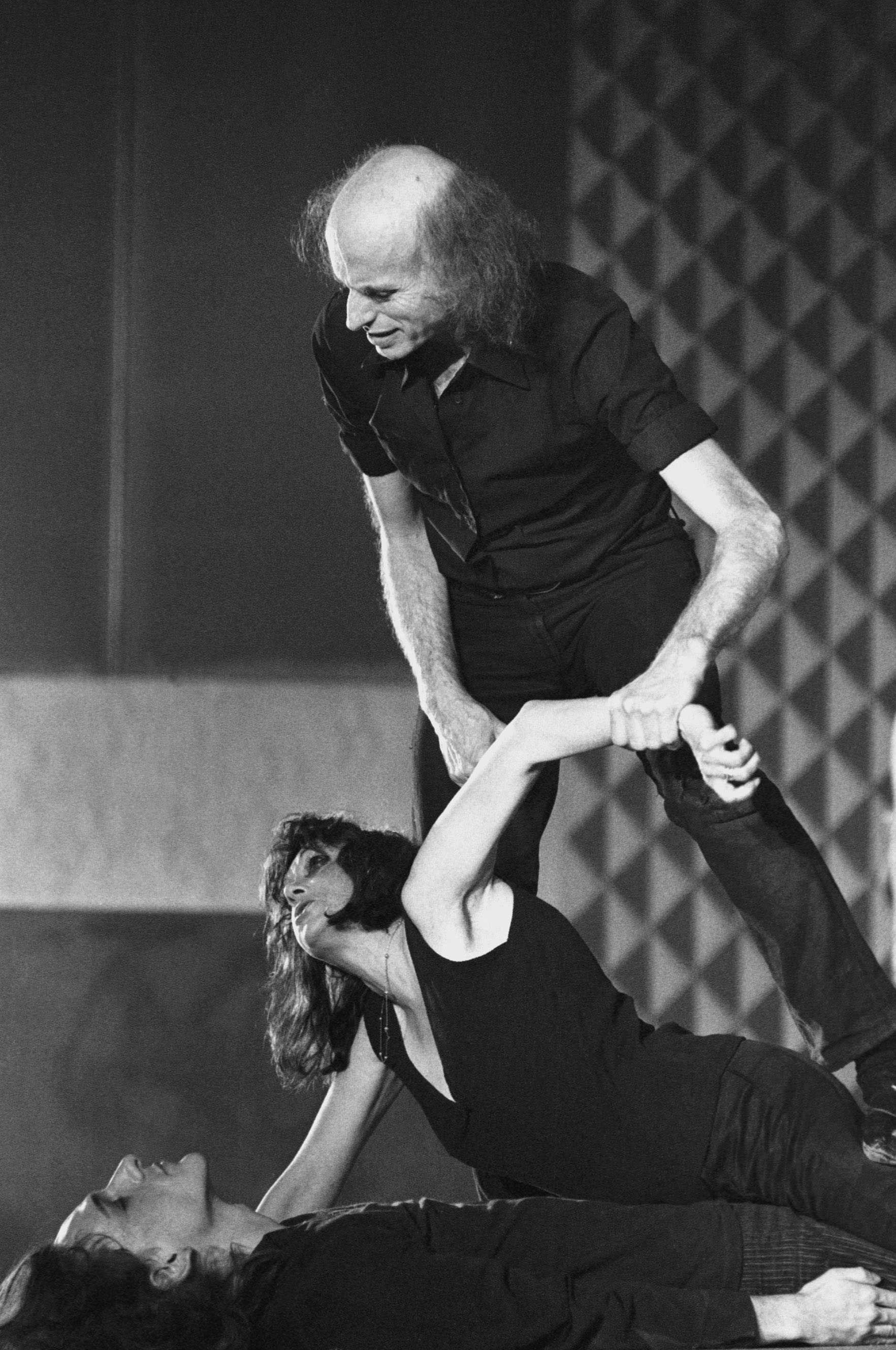
Antigone a Mestre nel 1980

Il Living Theatre è una compagnia teatrale sperimentale contemporanea, fondata a New York nel 1947 dall'attrice statunitense Judith Malina, allieva di Erwin Piscator, e dal pittore e poeta Julian Beck, esponente dell'espressionismo astratto newyorkese.

## Contesto
Il Living Theatre si inserisce nel periodo delle seconde avanguardie artistiche, che fioriscono negli Stati Uniti dopo la seconda guerra mondiale, sulla scia degli insegnamenti delle prime avanguardie europee. In particolare, il centro delle nuove avanguardie è al Black Mountain College, una scuola d'arte di New York diretta da John Cage. Qui si fa strada l'equazione Arte = Vita, cioè l'idea di cercare l'arte nella vita quotidiana delle persone comuni. Si tratta di un naturale proseguimento del ready made di Marcel Duchamp (che era amico di Cage), un'ideologia che caratterizzerà le avanguardie artistiche degli anni Cinquanta, tra cui il Living Theatre, che rappresenta questa tendenza anche col proprio nome.
Il teatro, in questo periodo, si concentra soprattutto sull'happening teorizzato da Allan Kaprow e portato avanti dal collettivo Fluxus.

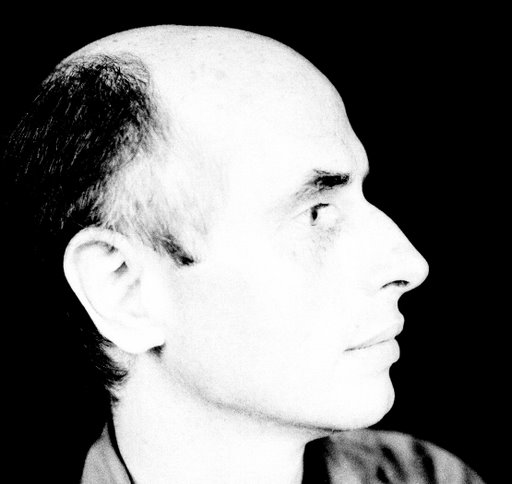
Julian Beck

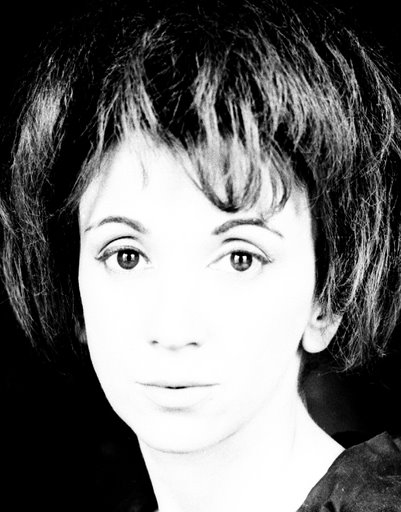
Judith Malina

## Esordi
Nel 1947, in un giorno imprecisato, i coniugi Julian Beck e Judith Malina (lui 22 anni, lei 21) si recano allo studio newyorkese dell'artista Robert Edmond Jones per chiedergli aiuto a realizzare il loro desiderio di rappresentare uno spettacolo a teatro.
Beck e Malina rimangono delusi dalla proposta e rifiutano: in testa non hanno la volontà di scardinare i canoni del teatro classico, bensì di avere un successo simile agli spettacoli che si tenevano a Broadway.
Il 26 aprile 1948, con atto notarile, ufficializzano la costituzione della loro compagnia, ma ancora non trovano una sede in cui rappresentare i loro spettacoli. Solo nel 1951, «finalmente convinti (o rassegnati?)», capiscono che Jones aveva ragione e il 15 agosto rappresentano il loro primo spettacolo nel proprio domicilio, al 789 di West End Avenue. Questa scelta è anche influenzata dalla chiusura di un piccolo teatro per abbonamenti che i Beck avevano aperto in Wooster Street, e che la polizia blocca ancora prima dell'inaugurazione, convinta che i due coniugi stessero mettendo in piedi un bordello clandestino.
I quattro anni di riflessione hanno significato molto per Beck e Malina: abbandonato il fascino per il teatro di Broadway, hanno abbracciato le tendenze dell'arte contemporanea newyorkese, che vede tra i maggiori esponenti il musicista John Cage e il suo Black Mountain College.

## 1951-1963: il teatro negli Stati Uniti
La prima parte della carriera del Living Theatre si svolge negli Stati Uniti dal 1951 al 1963, quando la compagnia rappresenta ventinove testi per ventidue spettacoli. Si tratta di un'iperproduttività tipica di tutte le avanguardie teatrali di questo periodo, che deriva dalla «necessità dell'apprendistato [e dal] bisogno di fare molte esperienze, attraversare molti linguaggi e molte tecniche teatrali per poter arrivare a conquistare una propria, personale cifra espressiva», dice De Marinis, che suddivide questo primo periodo americano in tre fasi:

### Teatro di poesia (1951-1955)
I primi spettacoli del Living sono incentrati sulla parola poetica più che sul gesto, ma il pubblico è disinteressato e gli insuccessi numerosi. Beck etichetterà in seguito questa prima fase come «attività preparatoria» e «tentativi [...] del tutto inesistenti».
L'attività di questo primo periodo del Living si tiene dapprima nel piccolo teatro Cherry Lane (al 38 di Commerce Street, New York), che Beck e Malina prendono in affitto a dicembre del 1951, ma che il servizio antincendi fa chiudere nell'agosto del 1952, dopo cinque spettacoli e un happening di John Cage; successivamente in un granaio nella Centounesima Strada soprannominato The Studio, in cui i Beck permangono dal marzo del 1954 al novembre del 1955, cioè quando l'ufficio agibilità chiederà di ridurre il numero di sedie e i Beck preferiranno andarsene piuttosto che acconsentire.

### Teatro-nel-teatro (1955-1959) eThe Connection
«Pur perdurando il loro interesse per il teatro di poesia, in questo periodo i Beck si mettono in cerca, più specificamente, di testi che fossero in grado di conferire maggiore immediatezza al loro modo di fare teatro, riuscendo ad accorciare il divario ancora vistoso tra scena e realtà e a favorire così l'avvento di un teatro "vivente" di fatto, oltre che di nome». Per fare questo il Living si concentra su Luigi Pirandello, le cui opere sono ancora sconosciute al pubblico statunitense: l'autore italiano è infatti l'unico ad avere giocato, fino a quel momento, sul rapporto controverso fra realtà e finzione. La messa in scena nel 1955 di Questa sera si recita a soggetto (Tonight We Improvise) è un successo per il Living, che lo ripete per quattro mesi senza interruzioni.
Nel 1959 i Beck ricevono per posta un manoscritto di Jack Gelber, la prima prova di uno scrittore allora ventiseienne: si tratta di The Connection, che sarà lo spettacolo più famoso del Living fino a The Brig. Si tratta della storia di un gruppo di drogati in un appartamento, che mentre attendono il loro spacciatore (in gergo connection, cioè intermediario) si comportano come tutti i drogati: si somministrano dosi. Tuttavia non si tratta di attori, ma di veri drogati che la compagnia assume per fare davanti a un pubblico ciò che fanno abitualmente, mescolando scene recitate ad altre improvvisate. Si crea così un forte intreccio fra realtà e finzione che sconvolge e disorienta il pubblico, confuso fra le improvvisazioni vere e quelle false e addirittura scioccato (nella scena dell'overdose avvengono alcuni svenimenti). La critica, invece, apprezza notevolmente questo spettacolo del Living, che viene riproposto per tre anni di seguito. Verrà successivamente riadattato nel 1962 in ambito cinematografico da Shirley Clarke, una regista appartenente al New American Cinema Group.
In questa seconda fase il Living non ha una sede fissa. I Beck trovano un magazzino fra la Quattordicesima Strada e la Sesta Avenue solo a giugno 1957, cioè due anni dopo l'abbandono dello Studio, ma passerà un altro anno e mezzo prima che i coniugi ottengano i permessi per ristrutturare il luogo (dietro a un progetto dell'architetto Paul R. Williams) e poi riescano ad allestirlo, tutto da soli. La sua inaugurazione avviene il 13 gennaio 1959 con la messa in scena di Many Loves di William Carlos Williams. Il nome del nuovo locale prende il nome della compagnia, Living Theatre: i Beck vi staranno fino al 1964, cioè fino al loro abbandono degli Stati Uniti.

### Teatro della crudeltà (1959-1963) eThe Brig
Tipico di Julian Beck e Judith Malina è rinnegare la propria attività precedente ogni volta che si intraprende una nuova fase. Così avviene anche quando il Living abbandona il metateatro: Beck scriverà che spettacoli come Tonight We Improvise e The Connection utilizzavano «un espediente [...] fondamentalmente disonesto», «una frode». Se gli spettatori applaudivano «non era perché stavano al gioco, ma perché ci cascavano». Per i fondatori del Living, l'inganno non è più il mezzo con cui si vuole coinvolgere il pubblico.
Il problema centrale del Living è insomma il rapporto tra attore e spettatore, un rapporto che i Beck vogliono giocare senza più inganni. «Non si tratta più di fingere la vita ma di esserla, di viverla davvero», e occorre trovare il modo per rispettare questo proposito. In questa ricerca un ruolo fondamentale sarà giocato dall'ideologia anarchica e pacifista di Julian Beck, che in questo periodo arriva al culmine e comincia a influenzare tutto il lavoro del Living.
La soluzione viene trovata dopo che Beck e Malina scoprono l'opera e il pensiero di Antonin Artaud, attore, scrittore e teorico del teatro, vissuto in Francia nel periodo surrealista, ma che i coniugi scoprono nel 1958 grazie alla traduttrice americana de Il teatro e il suo doppio, che dà loro una copia del testo prima della sua uscita ufficiale per i tipi della Grove Press. Il teatro e il suo doppio è l'opera più acuta di Artaud, che qui teorizza il suo teatro della crudeltà: perché il teatro sia efficace, dice Artaud, occorre che aggredisca lo spettatore facendogli provare emozioni forti attraverso scene violente. Per i Beck è una rivelazione: «Lo spettro di Artaud divenne il nostro mentore».
Il primo spettacolo in cui il Living mette pienamente in atto gli insegnamenti di Artaud è The Brig, del 1963. Quelli precedenti (tra cui predominano testi di Bertold Brecht, come In the Jungle of the Cities del 1960 e Man is Man del 1962) costituiscono una fase transitoria durante la quale Beck e Malina riflettono sulla nuova direzione della loro ricerca teatrale.
The Brig è un manoscritto di circa 40 pagine spedito per posta ai Beck da un giovane sconosciuto di nome Kenneth H. Brown. Nel 1957 Brown aveva vissuto come marine nella base navale giapponese di Okinawa, e aveva poi deciso di raccontare la giornata tipo di un prigioniero militare nella sua nave: «una realtà quotidiana fatta di violenze e vessazioni di ogni tipo, ma soprattutto di divieti assurdi e di assurde prescrizioni, miranti fondamentalmente alla totale spersonalizzazione dell'individuo». Ne deriva un racconto crudo, senza forzature da fiction, che prende il nome di The Brig (dall'espressione gergale usata per indicare il ponte, dove c'erano le prigioni nei vascelli inglesi).

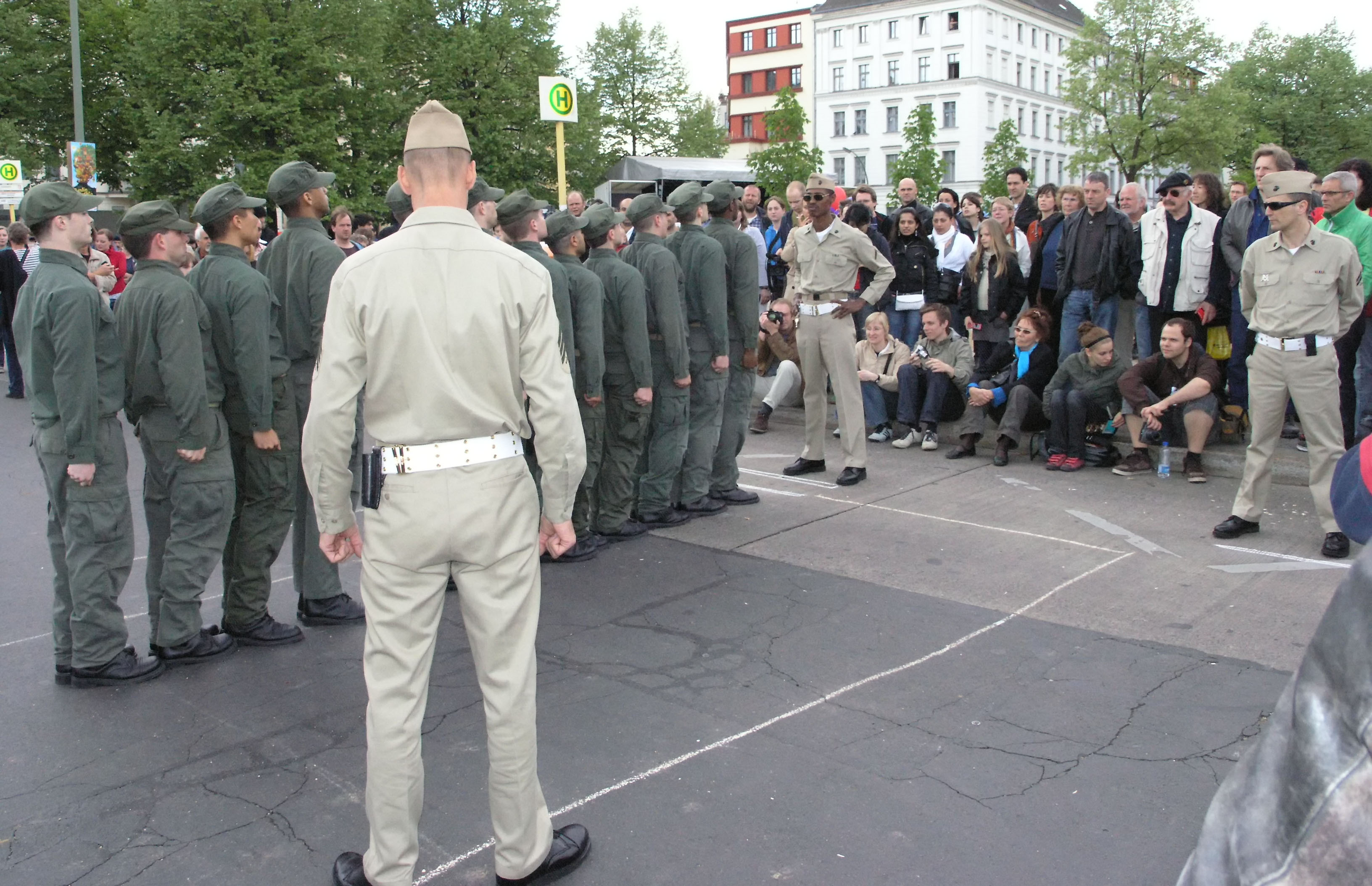
Il Living Theatre presenta The Brig al Myfest di Berlino, 1º maggio 2008

I leader del Living vedono in questo testo l'opera ideale per il teatro della crudeltà. Judith Malina capisce che non bisogna rappresentare The Brig, bensì viverlo in prima persona e senza finzioni. Per questo chiede ai membri della compagnia di sottoporsi a vere vessazioni. Gli attori accettano all'unanimità, e Malina diventa colei che maltratta i prigionieri frustandoli, opprimendoli e imponendo loro delle rigide regole e delle dure punizioni. Questo non solo durante lo spettacolo, bensì anche nelle prove. I membri della compagnia diventano così dei veri prigionieri, e il pubblico è empaticamente vicino alla loro sofferenza. L'effetto desiderato dal Living è pienamente raggiunto, tanto che Beck si chiede: «Com'è possibile assistere a The Brig e non voler abbattere le mura di tutte le prigioni?».
Se il pubblico viene colpito nel segno da The Brig, il sistema di potere americano si rende conto della pericolosità del messaggio del Living, che sta assumendo sempre più consenso e popolarità. Per questo vengono messi in atto dei tentativi per sbarazzarsi dei Beck: ci si riesce nel 1963 con la complicità del fisco. A ottobre (quando The Brig è in cartellone da nove mesi) i coniugi Beck ricevono la richiesta di saldare un debito verso lo Stato di 28.435,10 dollari fra tasse, assicurazioni e ammende. La prima reazione è di protesta: i membri del Living mettono in atto dei sit-in con rappresentazioni non autorizzate di The Brig, ma il loro teatro viene circondato dalla polizia che arresta tutti i membri e li tiene in carcere per alcune settimane. Tale atto di opposizione porta all'elaborazione di undici capi di accusa, da cui i coniugi Beck non riescono a difendersi nonostante le numerose manifestazioni di solidarietà giunte da diversi intellettuali della controcultura americana. Tra questi c'è anche il poeta Allen Ginsberg, che il 30 gennaio 1964 scrive al procuratore distrettuale di New York Robert Morgenthau chiedendogli se avesse qualcosa da imputare legittimamente al Living Theatre o se invece non voleva solo mettere a tacere attività politiche radicali. Tuttavia il processo inizia nel maggio dello stesso anno, e già a giugno Beck e Malina sono dichiarati colpevoli e condannati alla galera.
Una volta usciti, i Beck decidono di abbandonare gli Stati Uniti per intraprendere un lungo viaggio in Europa: è l'inizio della seconda fase del Living Theatre.

## 1964-1970: il nomadismo in Europa

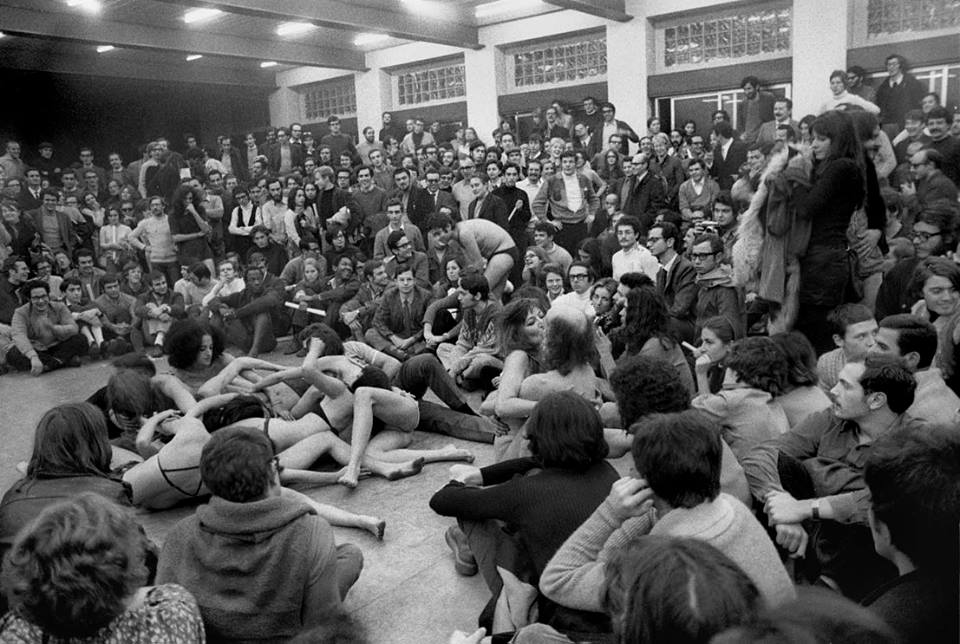
1968 Performance del Living Theatre al Politecnico di Milano - Entusiasmo di uno studente che si spoglia per prender parte alla performance.

Con il trasferimento in Europa, il Living Theatre si afferma come una delle rappresentazioni canoniche del Sessantotto: l'ideologia anarco-pacifista si fa più accentuata, così come il lavoro collettivo e senza gerarchie. La compagnia da stabile è diventata nomade: i suoi membri girano tutto il vecchio continente e costituiscono una «comunità di vita e di lavoro». Ma non mancano le contraddizioni: da una parte, il carisma di Julian Beck e Judith Malina rende i due coniugi le vere guide del Living, anche se gli stessi rifiutano qualsiasi forma di autorità. Dall'altra, il movimento politico del Sessantotto chiede agli artisti di mettere da parte la loro attività per agire concretamente nella lotta politica. Sarà proprio questa necessità, sentita da alcuni membri e rifiutata da altri, che porterà allo scioglimento della compagnia nel 1970.
In Europa il Living Theatre rappresenta i suoi spettacoli più riusciti e acclamati, rompendo definitivamente i canoni classici del teatro e avviando un processo che De Marinis definisce di deteatralizzazione teatrale, il quale culminerà con l'uscita dal teatro stesso:
Tale processo è palese, se si analizzano i principali spettacoli messi in scena dal Living in Europa.

### Mysteries and Smaller Pieces
Per il Living si tratta del primo lavoro europeo, della prima creazione collettiva, del primo tentativo di coinvolgimento dello spettatore e del primo esempio di free theatre, nonché del suo spettacolo di maggior successo. Nel corso della propria permanenza in Europa, la compagnia mette in atto tre versioni diverse di Mysteries, abbreviandolo sempre di più (dalle venti scene della prima versione si arriva alle nove scene della terza; ogni scena dura dai cinque ai quindici minuti eccetto l'ultima, molto più lunga) e dandogli un'impostazione via via più pessimista. La prima versione viene rappresentata il 26 ottobre 1964 a Parigi.
Il percorso di Mysteries è di ascesa dall'inferno al paradiso, dalla cupidigia all'armonia. Nell'ultima versione, le prime scene rappresentano in modo «violentemente grottesco e dolorosamente deformato il mondo "così com'è", dominato dalla cupidigia del potere e del denaro». La prima scena richiama The Brig, denunciando la militarizzazione della società. La seconda scena consiste nella Poesia del Dollaro: tutti gli attori leggono, a turno, tutte le scritte stampate su una banconota da un dollaro, comprese le firme, allo scopo di denigrare il valore del denaro. Di seguito iniziano le scene purgatoriali, che costituiscono una sorta di iniziazione al paradiso: una donna al buio che canta un raga indiano, gli attori che accendono incensi vicino agli spettatori per «stabilire un rapporto amoroso con gli spettatori», la pronuncia di alcuni slogan politici e l'invito al pubblico a rispondere. Si arriva così alla scena centrale detta Accordo o Coro: si tratta di una scena paradisiaca («una delle pochissime rinvenibili negli angosciosi spettacoli del Living prima di Paradise Now») che celebra l'armonia della comunità. Gli attori sono in piedi, si avvicinano tra loro e abbracciandosi formando uno stretto cerchio; dopo di che «ognuno del circolo ascolta il suono prodotto da ciascuna delle persone che ha accanto. Ognuno risponde a questi due suoni. Dal ronzio e dall'ascolto si produce un suono a piena gola. Cresce. S'innalza. Il suono sale e trasporta tutti con sé. Unione della comunità». Lo scopo è rappresentare «come dovrebbero essere le cose», cioè come il mondo dovrebbe essere: armonioso e pacifico. Ma il finale, chiamato Peste, è pessimista: si ritorna all'inferno con i corpi degli stessi attori che diventano una montagna di cadaveri.

### Frankenstein
Il 26 febbraio 1965 a Berlino il Living mette in scena Les bonnes di Jean Genet, ma non ottiene l'apprezzamento di critica e pubblico. Il 26 settembre dello stesso anno al Festival del Teatro di Venezia debutta invece Frankenstein, che «rappresenta forse lo spettacolo più compiuto e riuscito sul piano strettamente teatrale». Il messaggio politico dell'opera è ben preciso:
Analogamente a Mysteries, anche Frankenstein conosce diverse versioni e tende ad abbreviarsi nella lunghezza e a diventare più pessimista nel finale. In questo caso, se la prima versione aveva un esito di speranza per la rivoluzionaria trasformazione dell'odio in amore, l'ultima (risalente all'ottobre del 1967) diventa violenta e cupa.
Nella trasposizione teatrale del Living, il personaggio del romanzo viene assunto come archetipo del cambiamento e della trasformazione. All'inizio dello spettacolo, la scena del volo che fallisce è simbolo della caduta dell'uomo nella sua ricerca dell'impossibile. Questa morte dell'uomo innesca una lunga catena di altre morti e di altre violenze, secondo un andamento circolare che richiama l'eterno ritorno. Tutto ciò ha un significato pessimista, poiché si indica «l'impossibilità, per il genere umano, di creare un Nuovo che non sia solamente la riproduzione del Vecchio».
Lo spettacolo si distingue per un finale aperto che lascia spazio a diverse interpretazioni, nonché per un notevole utilizzo di simboli e citazioni da un vasto repertorio religioso (ebraismo, cristianesimo, buddismo, mitologia classica) e cinematografico (horror, espressionismo tedesco). Di grande impatto è anche la scenografia, «dominata da un'alta impalcatura a tre piani fatta di tubi metallici e divisa in quindici sezioni. Un opportuno sistema di luci e di altoparlanti permette di illuminare, se necessario, ogni sezione e di far arrivare al pubblico qualunque suono emesso in qualsiasi zona della struttura». Beck e Malina danno all'impalcatura un significato ambivalente: da un lato rappresenta la «struttura sociale», dall'altro «il complesso dei mezzi che produciamo per combatterla».

### Antigone di Sofocle
Dopo Frankenstein, gli sforzi del Living si concentrano sull'obiettivo di responsabilizzare lo spettatore, e tale scopo viene centrato con Antigone, che «è lo spettacolo più noto e celebrato del Living». Antigone esordisce il 18 febbraio 1967 a Krefeld, in Germania. Non si tratta più di un'inedita creazione collettiva, bensì della rielaborazione del classico testo di Sofocle già riscritto da Bertolt Brecht, che a sua volta era partito dalla versione in poesia di Hölderlin.
La rielaborazione di Brecht aveva già modificato il motivo della guerra tra Tebe e Argo, non più dovuta agli dèi (come nell'originale di Sofocle), bensì alla contesa per il possesso di una miniera d'oro appartenente alla città di Argo (dunque per un mero motivo economico e materialista). Inoltre l'Antigone di Brecht è la tragedia del "troppo tardi": «Troppo tardi apre gli occhi la protagonista, troppo tardi arrivano pure gli altri, Ismene, Emone e lo stesso Coro, quel popolo di Creonte che fino all'ultimo cerca di non vedere la catastrofe imminente e piega il capo a tutti i voleri del suo tiranno».
Della rilettura di Brecht, il Living mantiene il tema del "troppo tardi" ma cambia l'interpretazione dei motivi della guerra, che non sono più economico-materialisti, bensì etico-politici: l'acquisizione delle miniere di Argo serve ad aumentare il potere di Tebe. Questa lettura è l'occasione per ribadire le posizioni anarchiche del Living.
Ma la vera innovazione di Beck e Malina sta nell'identificazione della responsabilità: la guerra non è mossa solo dall'avidità di Creonte, re di Tebe, ma è una responsabilità individuale di ogni cittadino. L'espediente per trasmettere questo messaggio sta nell'assegnare una parte al pubblico, che nello spettacolo rappresenta Argo, la città nemica di Tebe che è invece impersonificata dagli attori sul palcoscenico. Questo viene fatto capire sin dall'inizio di Antigone, quando gli attori entrano e si siedono davanti al pubblico, guardando gli spettatori negli occhi con sguardo di sfida e ostilità (e provocando notevole imbarazzo in platea). Lo spettacolo procede con la sconfitta di Tebe, e alla fine, quando il pubblico è già pronto per l'applauso finale, gli attori costringono la platea a provare colpevolezza: i membri del Living arretrano impauriti dagli spettatori, che sono i loro assassini.

### Paradise Now

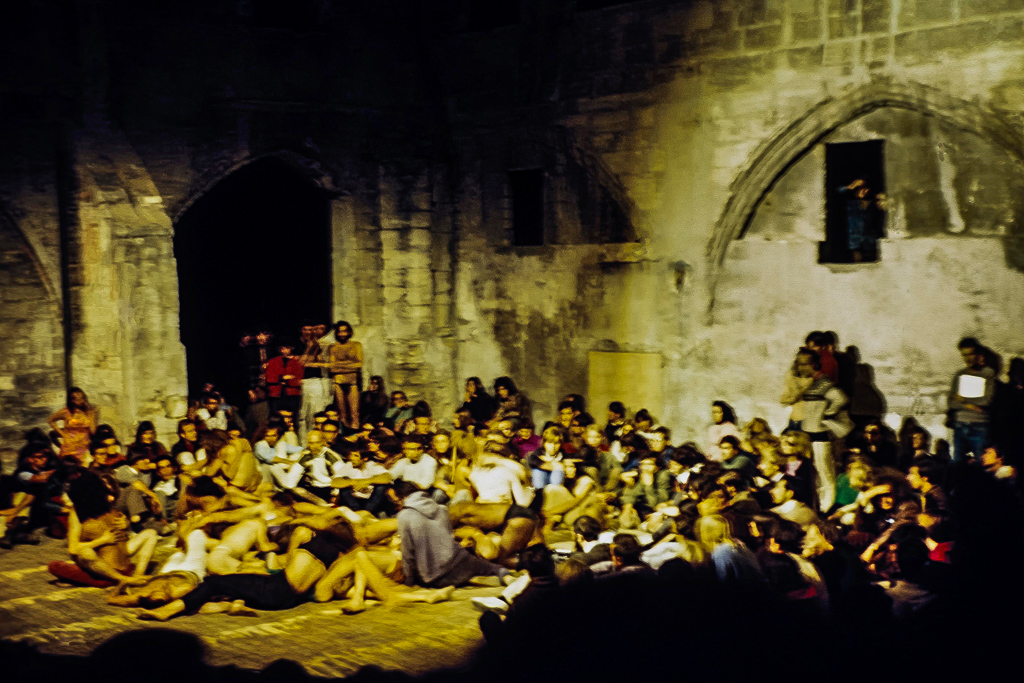
Paradise Now al Festival di Avignone, 24 luglio 1968

Si tratta di uno spettacolo dalla gestazione molto complessa, poiché frutto dello scontro tra il processo di "deteatralizzazione teatrale" e le circostanze sociopolitiche del periodo in cui è stato scritto, cioè quello del Sessantotto. La realizzazione di Paradise Now è iniziata nel 1967 a Cefalù e si è articolata in tre fasi:
- Prima fase: L'intento del Living è la creazione di uno spettacolo che «fosse un'esplosione di felicità e di ottimismo rivoluzionario»[38]. Dopo una serie di spettacoli pessimisti sul mondo, Beck e Malina vogliono far capire che il cambiamento è possibile, secondo lo spirito dei tempi. La metafora individuata dal gruppo è quella del viaggio, concepito secondo la visione chassidica della vita (rappresentata come una scala di dieci pioli che congiunge la terra e il cielo) dietro l'interpretazione di Martin Buber e del suo viaggio ascensionale verso la rivoluzione permanente. Ognuno dei dieci pioli, secondo il testo del Living, è composto da un "Rito" («rituali-cerimonie fisico-spirituali che culminano in un flashout»[39] e che rimangono interni agli attori), da una "Visione" (immagini, sogni e simboli originati dagli attori per coinvolgere gli spettatori secondo un processo verticale) e da un'"Azione" (condizioni politiche recitate sia dagli attori che dagli spettatori, secondo un processo orizzontale).
- Seconda fase: Il progetto originario era stato redatto in una condizione di isolamento in Sicilia. Recandosi a Parigi proprio durante il Maggio francese, il Living si trova coinvolto nelle giornate di insurrezione e vi partecipa in primo piano, redigendo anche una Dichiarazione per l'occupazione dell'Odéon[40]. L'esperienza influenza le successive prove di Paradise Now, che per contratto doveva essere rappresentato al Festival di Avignone : Beck e Malina rendono lo spettacolo meno mistico e più politico, coinvolgendo centinaia di persone alle prove («studenti, artisti, hippies, vagabondi, fumatori di canapa indiana, anarchici e protestatari di tutte le razze»[41] ) e attirandosi l'ostilità delle autorità e della popolazione contraria all'ideologia sessantottina. Ne deriva una violenta campagna di stampa contro il Living, che si trova in mezzo tra il favore del pubblico e l'astio della direzione del festival. Lo spettacolo va in scena il 23 luglio 1968, con un finale vivace che se la prende contro la borghesia e la stessa direzione artistica. I primi tre giorni di repliche vengono tollerati dalle autorità, ma il quarto giorno al Living viene recapitato un divieto di rappresentazione per motivi di ordine pubblico. La direzione del festival propone ai Beck di sostituire Paradise Now con Antigone, ma i coniugi non accettano e abbandonano Avignone lasciando una dura dichiarazione scritta:

8) Perché è venuto il momento di liberare l'arte e di farla uscire dal tempo dell'umiliazione e dello sfruttamento [...]
10) Perché la nostra arte non può essere messa più oltre al servizio di autorità i cui atti contraddicono assolutamente quello in cui noi crediamo»
La straordinaria partecipazione del pubblico a questo spettacolo rimane tuttavia un evento circoscritto al clima eccezionale che ha caratterizzato questo festival. Le rappresentazioni successive di Paradise Now rimangono infatti passive e verticali, non riuscendo ad attuare quel coinvolgimento predicato dai Beck.
- Terza fase: Le contraddizioni del Living, indeciso tra la permanenza all'interno della rappresentazione teatrale e la definitiva uscita da essa a favore di un'attività politica diretta, esplodono proprio con Paradise Now. L'ultima versione dello spettacolo, risalente all'autunno del 1969 dopo un breve ritorno negli Stati Uniti, risulta non convincente proprio a causa di questa spaccatura. Il gruppo arriva così alla scissione:

Infatti, il ritorno del Living negli Stati Uniti era già avvenuto nel 1968, nel pieno periodo della contestazione. Qui la compagnia aveva trovato un paese diverso: nonostante la buona accoglienza del pubblico, i coniugi Beck e i loro collaboratori ritenevano di essere diventati una sorta di istituzione per il movimento di contestazione. Inoltre, l'élite intellettuale sessantottina accusava il Living sui giornali statunitensi di predicare la rivoluzione senza praticarla. Questo difficile impatto con la nuova realtà americana ha giocato un ruolo determinante per lo scioglimento del Living.

## 1970-1985: l'attività diretta

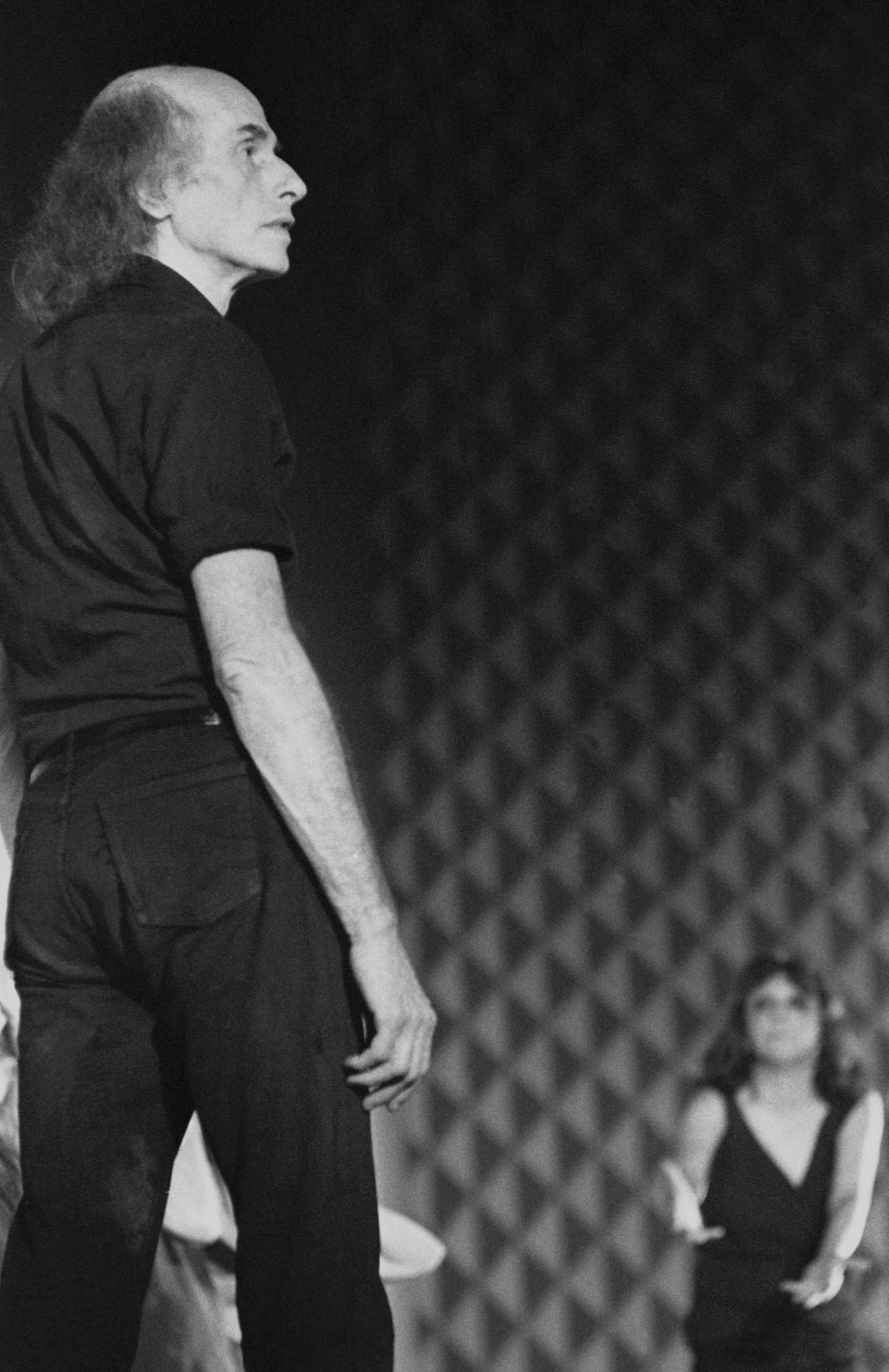
Antigone: performance dei primi anni '80

Per Julian Beck e Judith Malina, che continuano a lavorare insieme e a portare avanti il nome del Living con una delle quattro cellule frutto dello scioglimento, la rottura della compagnia non rappresenta la fine del suo teatro, bensì il suo vero inizio. L'intento, condiviso anche dagli altri tre gruppi, è agire nel mondo per ricercare un rapporto più diretto ed efficace con il popolo: il Living lo fa portando a termine il processo di uscita dal teatro iniziato durante il periodo europeo.
Dopo lo scioglimento, i Beck, che ottengono naturalmente il diritto di utilizzare il nome storico del gruppo da loro fondato, soggiornano a Parigi e attuano azioni di "teatro di guerriglia". «In una di queste, intitolata Morte da Metro, Julian viene ferito e arrestato per poche ore dalla polizia. Qualche mese dopo, il 10 luglio 1970, i Beck e i loro compagni si imbarcano alla volta di San Paolo del Brasile». La scelta non è casuale: il paese latinoamericano è piegato dalla dittatura militare del generale Emílio Garrastazu Médici, che reprime con la forza ogni forma di dissenso. La società è dominata da una ristretta cerchia di ricchi che detiene il potere economico, a scapito di una vasta massa proletaria confinata nelle favelas. Il contesto è ideale per far mettere alla prova le azioni di teatro diretto del Living, che intende stare a contatto con gli oppressi e i poveri per migliorare la loro situazione. Qui i Beck capiscono che l'azione rivoluzionaria è possibile solo se attuata in mezzo al sottoproletariato, e non rimanendo nelle cerchie élitarie che frequentano i teatri. Gli spettacoli del Living coinvolgono gli spettatori sin dalla fase ideativa, e illustrano sempre dei fatti realmente accaduti, spesso narrati dalla popolazione.
I problemi sono molteplici: da una parte ci sono le autorità brasiliane che tentano di impedire l'attività dei Beck, e dall'altra c'è l'incomprensione dei sottoproletari brasiliani, che spesso non riescono a comprendere il linguaggio dei Beck, «cioè un linguaggio – nonostante tutto – da americani colti». A troncare l'esperienza brasiliana ci pensano le forze dell'ordine, che all'inizio del 1971 arrestano Julian Beck e Judith Malina con la motivazione ufficiale del possesso di droga. I due, imprigionati a Belo Horizonte, vengono liberati dopo due mesi di carcere, grazie a una vasta campagna di stampa internazionale, ma vengono espulsi dal Brasile. Questo primo periodo latinoamericano del Living si conclude dunque con scarsi risultati immediati, ma con l'importante atto di rottura dal teatro praticato fino a quel momento.

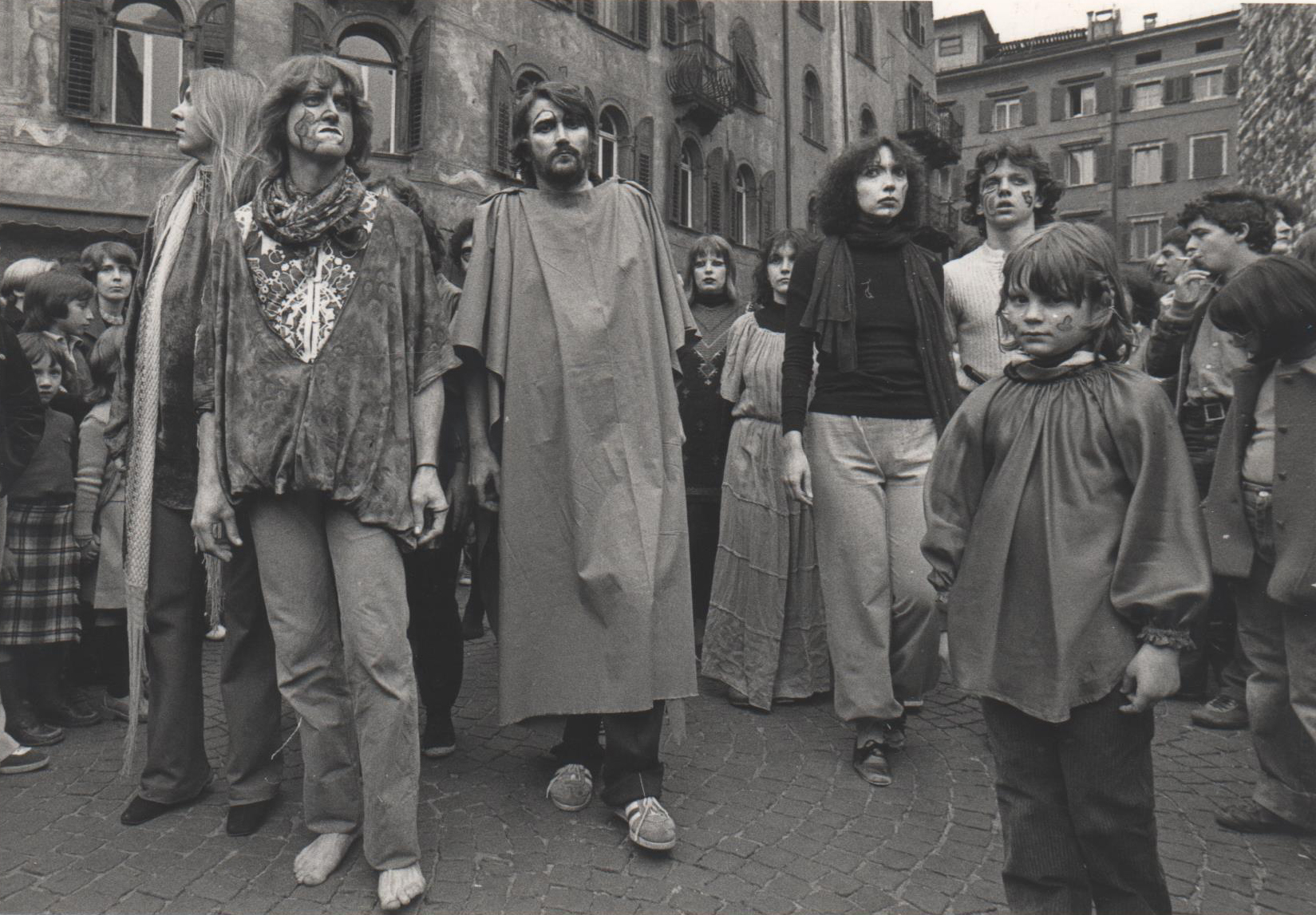
Il Living Theatre in una performance a Trento, in piazza Duomo, 1980

In Brasile il Living aveva cominciato a lavorare sul ciclo The Legacy of Cain (L'eredità di Caino), un progetto che impegnerà la compagnia per tutta la prima metà degli anni Settanta: si tratta di un grande lavoro, perennemente in divenire, basato su alcuni importanti enunciati del barone Leopold von Sacher-Masoch e dedicato alle forme di manifestazione del sadomasochismo e del rapporto sessuale schiavo-padrone all'interno della società. Il progetto originario prevedeva 150 pièces di struttura elementare, ma il Living realizzerà solo tre parti del ciclo: Six Public Acts, Seven Meditations on Political Sadomasochism e The Tower of Money, tutti presentati alla Biennale di Venezia nel 1975.
Tra la fine degli anni Settanta e l'inizio degli Ottanta avviene invece un debole riavvicinamento al teatro più tradizionale e meno attivo nelle manifestazioni di piazza. Questo periodo prevede, oltre a uno sfortunato remake di Antigone realizzato nel 1980, anche gli spettacoli Prometheus at the Winter Palace, The Yellow Methuselah e The Archaeology of Sleep.
Nel 1983 a Julian Beck viene diagnosticato un cancro allo stomaco, che lo porterà alla morte due anni dopo, all'età di 60 anni. Si tratta dell'evento più importante della storia del Living, che cambierà il volto della compagnia ancora più della divisione in quattro gruppi, segnando il passaggio tra il periodo “con Julian” e quello “dopo Julian”. Beck era infatti, oltre che il fondatore, la vera anima del Living insieme a Judith Malina. Quest'ultima non rimarrà sola a dirigere il gruppo: in breve le si affiancherà l'attore Hanon Reznikov, che faceva già parte del Living dal 1968 e che ne diventerà il co-direttore. Reznikov si sposa con Judith Malina nel 1988.

## 1985-2008: dopo Julian Beck

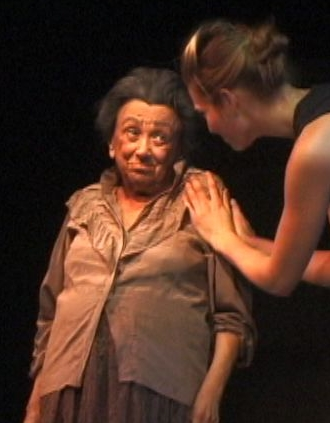
Judith Malina in Maudie and Jane, 17 aprile 2008

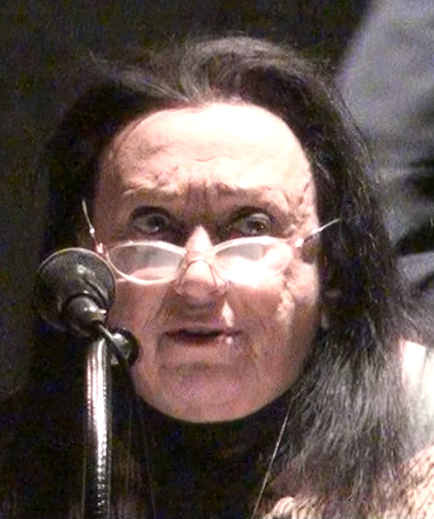
Judith Malina durante un reading all'Anarchy Art Festival del 2011, tenutosi al Living Theater

Il periodo "dopo Julian" è caratterizzato da una nuova stabilità nella sede della Terza Strada a Manhattan. La produttività del Living è al massimo («Per quasi quattro anni creammo quattro nuovi spettacoli l'anno») e l'attivismo politico non viene abbandonato. Nel 1993 la sede newyorkese viene chiusa, e il Living diventa di nuovo nomade fino a trovare una nuova dimora in Italia: dal 1999 al 2003 il Living si stabilisce a Rocchetta Ligure, in provincia di Alessandria, prima di tornare a New York dove risiede attualmente.
Anche se la carica politica dirompente del Living è ormai esaurita, in linea con il processo storico di tramonto dell'ideologia sessantottina, la creazione collettiva di lavori dal forte messaggio politico rimane tuttora la caratteristica che contraddistingue maggiormente il lavoro teatrale di questa compagnia.
Nella notte tra il 2 e il 3 maggio 2008 Reznikov viene colto da un improvviso ictus che ne provoca il decesso. Judith Malina resta l'unica leader del Living Theatre e completa il testo di Eureka!, che Reznikov non ha fatto in tempo a finire: si tratta di uno spettacolo basato sull'omonimo poema in prosa di Edgar Allan Poe, curiosamente l'ultimo lavoro anche dello scrittore statunitense.
Ad affiancare Judith Malina nella direzione del Living ci sono il direttore esecutivo Garrick Beck (figlio di Judith e Julian Beck) e l'amministratore Brad Burgess (assistente di Reznikov).

## 2008-2012
Nel 2010 il Living realizza Red Noir, scritto e diretto da Malina basato su un libro di poesie con lo stesso titolo di Anne Waldman. Negli anni più recenti il lavoro del Living Theatre si è intrecciato a quello dei Motus, una compagnia teatrale italiana che ha iniziato la sua carriera nel 1991, ispirandosi proprio al lavoro del Living e portandone avanti gli intenti politici. Nel luglio 2011, al Festival di Santarcangelo esordisce The Plot is the Revolution, uno spettacolo-incontro tra l'ultraottantenne Malina e la performer di Motus Silvia Calderoni. Lo spettacolo è incentrato su un dialogo tra le due attrici, avendo entrambi recitato il ruolo di Antigone.
Judith Malina viene a mancare il 10 aprile 2015.

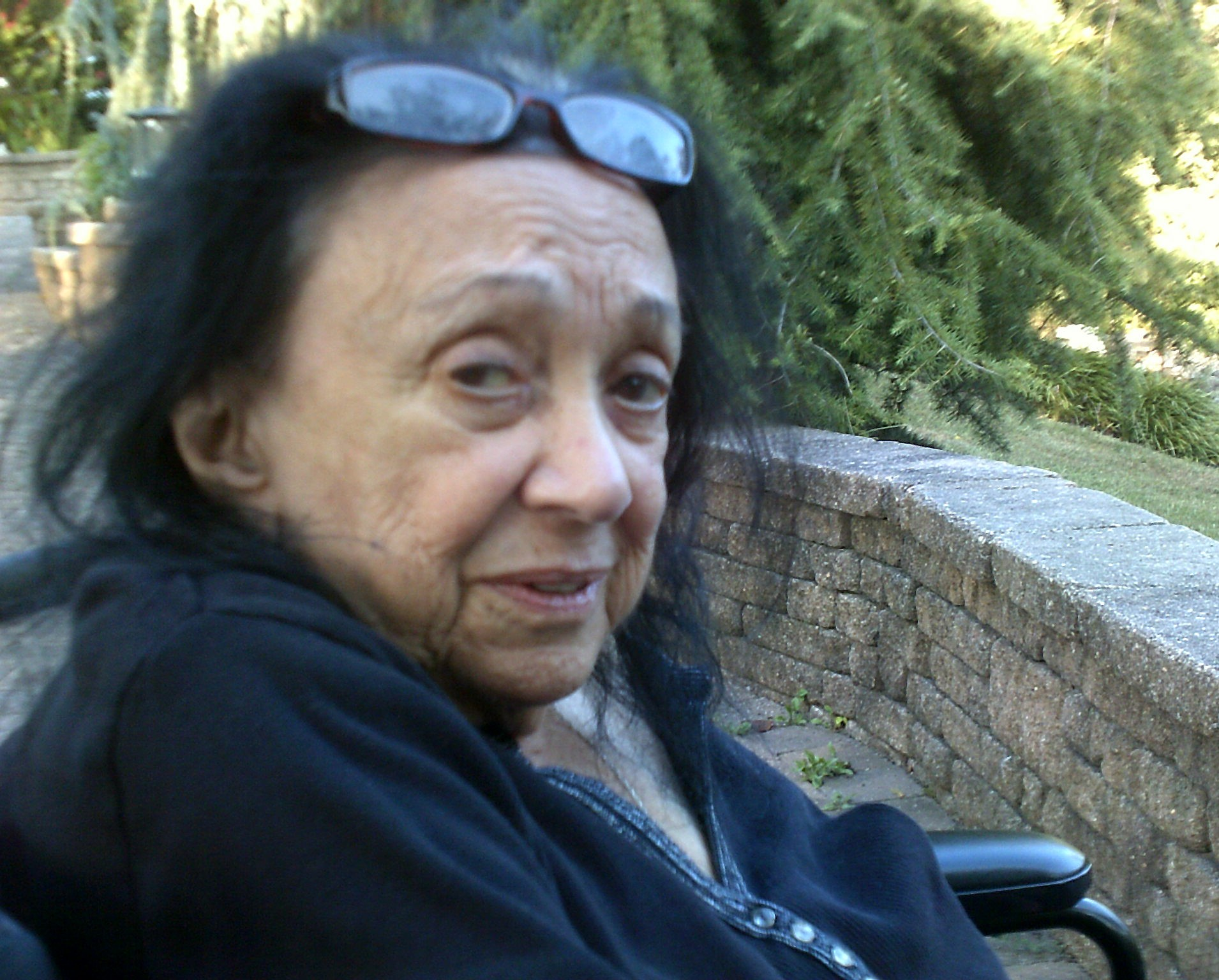
Malina nel 2014

## Filmografia del Living Theatre
- The Connection, regia di Shirley Clarke (1961)
- The Brig, regia di Jonas Mekas e Adolfas Mekas (1964)
- Who's Crazy?, regia di Allen Zion e Tom White (1965)
- Living & Glorious, regia di Alfredo Leonardi (1966)
- J. & J. & Co., regia di Alfredo Leonardi (1967)
- Amore amore, regia di Alfredo Leonardi (1967)
- Het compromis, regia di Philo Bregstein (1968)
- Amore e rabbia, episodio Agonia, regia di Bernardo Bertolucci (1969)
- Paradise Now, regia di Sheldon Rachlin (1970)
- Signals through the Flames. The Story of the Living Theatre, regia di Sheldon Rachlin e Maxine Harris (1983)
- All Star Video, regia di Nam June Paik in collaborazione con Ryūichi Sakamoto (1984])
- On Bakunin's Grave, regia di Nam June Paik (1985)
- Julian Beck's letzter Aufritt, regia di Peter Iden e Franziska Kutschera (1985)
- Living with Living Theatre, regia di Nam June Paik (1989)
- Resist! - Ein Traum vom Leben mit dem Living Theatre, regia di Dirk Szuszies e Karin Kaper (2003)